# Typostola
Typostola is een geslacht van spinnen uit de  familie van de Sparassidae (jachtkrabspinnen).

## Soorten
- Typostola barbata (L. Koch, 1875)
- Typostola heterochroma Hirst, 1999
- Typostola pilbara Hirst, 1999
- Typostola tari Hirst, 1999